# Grattacieli più alti della Romania
In questa lista son o presenti gli edifici più alti della Romania.

## Edifici completati
| Posizione | Immagin | Nome                            | Città     | Altezza (m/ft)   | Piani | Anno |
| --------- | ------- | ------------------------------- | --------- | ---------------- | ----- | ---- |
| 1         |         | Floreasca City Center Sky Tower | Bucarest  | 137 m (449 ft)   | 37    | 2012 |
| 2         |         | Basarab Tower                   | Bucarest  | 114 m (374 ft)   | 23    | 1988 |
| 3         |         | Bucarest Tower Center (BTC)     | Bucarest  | 106,3 m (349 ft) | 26    | 2008 |
| 4         |         | Casa Presei Libere              | Bucarest  | 104 m (341 ft)   | ?     | 1956 |
| 5         |         | Asmita T3                       | Bucarest  | 92,2 m (302 ft)  | 24    | 2009 |
| 6         |         | Administrative Palace           | Satu Mare | 97 m (318 ft)    | 18    | 1984 |
| 7         |         | Palace of the Parliament        | Bucarest  | 84 m (276 ft)    | 12    | 1988 |
| 8         |         | Bucarest Financial Plaza        | Bucarest  | 83 m (272 ft)    | 18    | 1997 |
| 9         |         | BRD Tower                       | Bucarest  | 82 m (269 ft)    | 19    | 2003 |
| 10        |         | Charles de Gaulle Plaza         | Bucarest  | 80 m (262 ft)    | 16    | 2005 |
| 10        |         | Euro Tower                      | Bucarest  | 80 m (262 ft)    | 19    | 2012 |